# Carmen (opera)

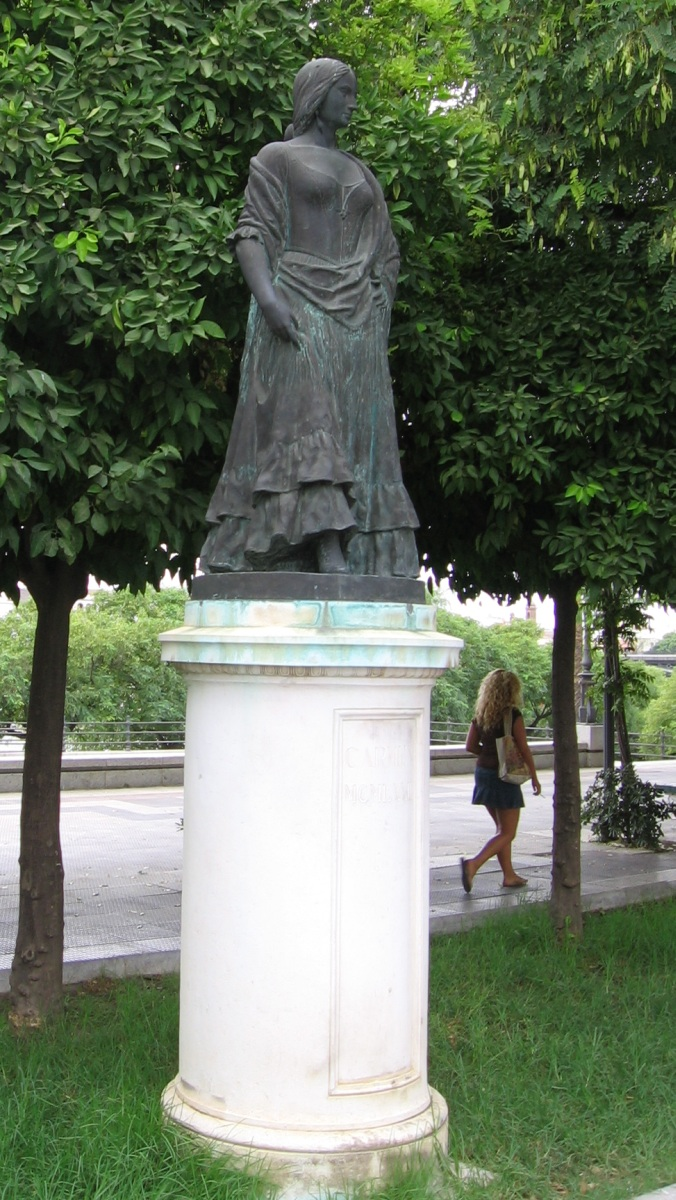
Pomnik Carmen w Sewilli, w parku wzdłuż Gwadalkiwiru, naprzeciwko areny

Carmen – opera w 4 aktach francuskiego kompozytora Georges'a Bizeta z librettem Henriego Meilhaca i Ludovica Halévy'ego, opartym na noweli Prospera Meriméego o tym samym tytule.

## Osoby
| Rola          | Głos                               | Obsada w prapremierze (Dyrygent: Adolphe Deloffre) |
| ------------- | ---------------------------------- | -------------------------------------------------- |
| Carmen        | mezzosopran lub sopran dramatyczny | Marie-Célestine-Laurence Galli-Marié               |
| Don José      | tenor                              | Paul Lhérie                                        |
| Escamillo     | baryton                            | Jacques Bouhy                                      |
| Micaëla       | sopran                             | Marguérite Chapuy                                  |
| Zuniga        | bas                                | Eugène Dufriche                                    |
| Moralès       | baryton                            | Edmond Duvernoy                                    |
| Frasquita     | sopran                             | Alice Ducasse                                      |
| Mercédès      | alt                                | Esther Chevalier                                   |
| Lillas Pastia | rola mówiona                       | M. Nathan                                          |
| Le Dancaïre   | tenor                              | Pierre-Armand Potel                                |
| Le Remendado  | tenor                              | Paul Fleuret ('Barnolt')                           |
| Przewodnik    | rola mówiona                       | M. Teste                                           |

żołnierze, robotnicy, Cyganie, przemytnicy

## Treść

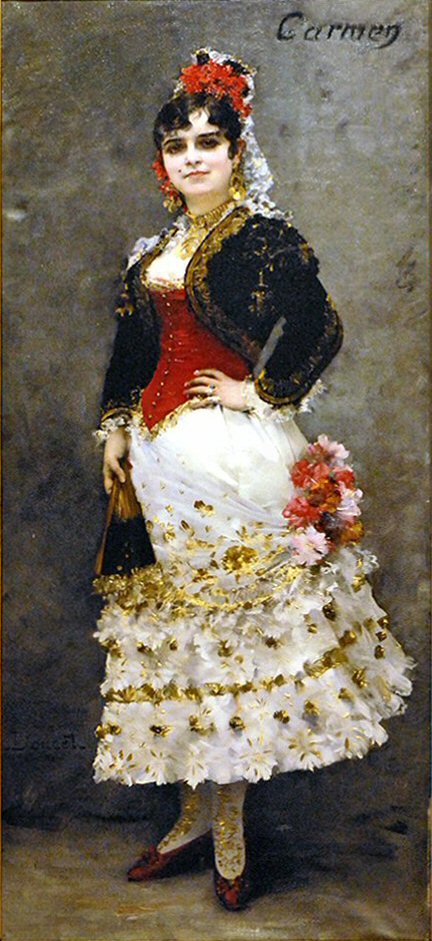
Célestine Galli-Marié w roli Carmen, obraz Henri-Luciena Douceta (1884)

Akcja rozgrywa się na początku XIX wieku, w Sewilli i jej okolicach.

### Akt I
Na placu przed manufakturą cygar pełnią służbę żołnierze. Zjawia się Micaëla – wieśniaczka, narzeczona sierżanta Don José. Chce się z nim widzieć, ale jest to niemożliwe, gdyż będzie on pełnił następną wartę. Micaëla odchodzi. Zaraz potem dźwięk trąbki obwieszcza zmianę warty, a dzwon fabryczny − przerwę. Na plac wychodzą wszystkie pracownice. Jest wśród nich Carmen – Cyganka, obiekt pożądania wszystkich mężczyzn w mieście. Jej wejście sygnalizuje charakterystyczny motyw muzyczny. Na zaczepki mężczyzn odpowiada słynną habanerą (Miłość to ptak niepokorny). Mimo iż gardzi mężczyznami, jej uwagę przyciąga sierżant Don José, któremu daje kwiat. Po zakończeniu przerwy przybiega Micaëla, która przekazuje narzeczonemu list od matki. W liście matka żąda od Don Joségo powrotu do domu oraz oczekuje od niego małżeństwa z Micaëlą. Kiedy dziewczyna odchodzi, w fabryce wybucha bójka. Sierżant Don José musi aresztować Carmen, która jednak zwodzi go, obiecując mu miłość. Żołnierz umożliwia jej ucieczkę, za co zostaje zdegradowany i skazany na dwa miesiące karceru.

### Akt II

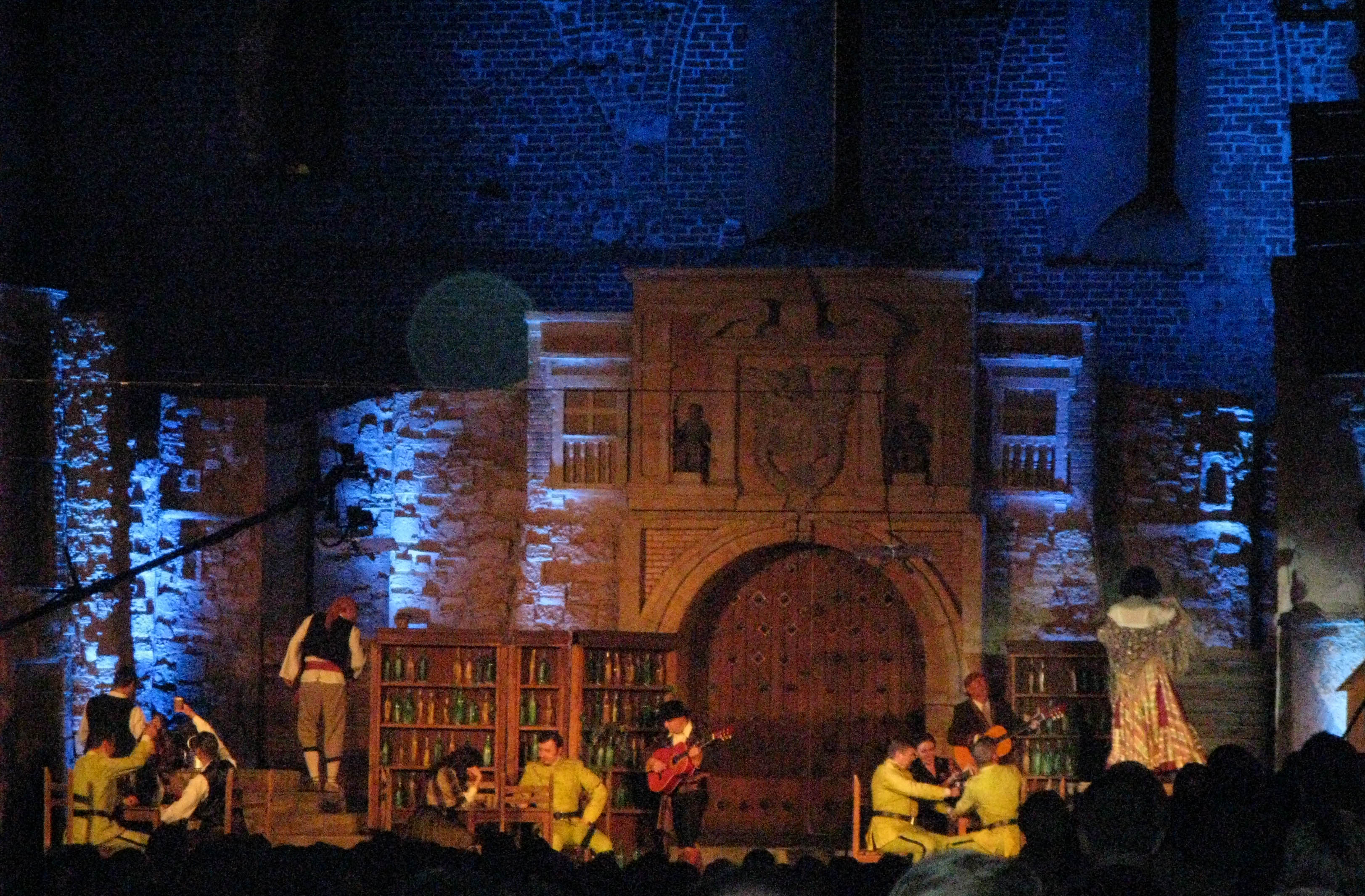
Scena w tawernie. Spektakl plenerowy w wykonaniu Opery Nova

Carmen wraz z przyjaciółkami bawi się w tawernie. Tymczasem tłum wiwatuje za oknem – okazuje się, że znany toreador Escamillo świętuje swoje kolejne zwycięstwo. Śpiewa on słynny toast na cześć zwycięstwa. Zwraca swoją uwagę na Carmen, jednak ta odrzuca jego zaloty. Zaraz potem zjawiają się przemytnicy, którzy namawiają Carmen, by wyruszyła z nimi w góry. Ona jednak zmuszona jest zostać (gdyż obiecała schadzkę Don Josému). Obiecuje jednak, że przeciągnie żołnierza na stronę przemytników. Kiedy się pojawia, usilnie namawia go na dezercję, ten jednak odmawia. Sytuację zmienia pojawienie się porucznika Zunigi, który namawia Carmen na miłosną schadzkę. Kiedy José staje w obronie ukochanej, wybucha bójka. Teraz Don José nie ma już wyboru – musi zdezerterować, gdyż w przeciwnym razie poniósłby odpowiedzialność za znieważenie przełożonego.

### Akt III
Banda przemytników, w której znajdują się Carmen i Don José, zatrzymuje się w dolinie na odpoczynek. Jest noc. Bandyci ogrzewają się przy ognisku, a Cyganki wróżą sobie nawzajem z kart. Przepowiednie satysfakcjonują wszystkich, oprócz Carmen (zwiastują jej szybką śmierć). Don José stara się przypodobać Carmen, ale ta odrzuca jego zaloty, gdyż jest zainteresowana Escamillem. Zaraz potem były sierżant odchodzi na wartę. Spostrzega skradającego się do obozu toreadora. Między rywalizującymi o Carmen mężczyznami nawiązuje się walka. Cyganka staje po stronie Escamilla. Don José jest rozgoryczony wiarołomstwem kochanki. Tymczasem przybywa Micaëla, która przekazuje prośbę matki Don Joségo, że chce, by ten do niej przyjechał. Były żołnierz początkowo nieskory jest do opuszczenia obozu, przekonuje go dopiero informacja, że matka jest umierająca i chce przed śmiercią móc wybaczyć synowi. Postanawia wrócić do Sewilli, zapowiada jednak Carmen, że jeszcze się spotkają.

### Akt IV
Przed areną cyrkową odbywa się uroczyste powitanie toreadorów i pikadorów. Honorowe miejsce zajmuje Escamillo, prowadzący ze sobą Carmen. Przyjaciółki Cyganki ostrzegają ją, że w pobliżu kręci się żądny zemsty Don José. Kiedy pochód rozchodzi się, pojawia się były żołnierz. Błaga Carmen, by wróciła do niego. Ta jednak nie zgadza się i podsyca gniew byłego kochanka, oddając mu zaręczynowy pierścionek. Rozjuszony José przebija Carmen sztyletem, jednocześnie wyznając jej miłość.

## Historia utworu
Bizet napisał Carmen na zlecenie dyrektora paryskiej Opéra-Comique Camille'a du Locle'a. On zapoznał kompozytora z librecistami i podsunął nowelę Mériméego jako inspirację. Libreciści znacznie zmienili treść libretta m.in. dodając postacie Micaëli i Escamilla (w noweli jest ledwie wspominany toreador o imieniu Lucas), upraszczając fabułę tak, by można było adaptować ją na scenę. Praca Bizeta nad oprawą muzyczną trwała dość długo (przełom lat 1874–1875). Carmen wystawiono 3 marca 1875 na scenie Opéra-Comique. Spektakl przyjęto bardzo chłodno, wręcz z lekceważeniem. Przyczyn niepowodzenia należy szukać w nowatorstwie dzieła i synkretyzmie komizmu z tragizmem, do czego paryska publiczność jeszcze nie przywykła. Dziełu Bizeta zarzucano też cyrkową melodyjność, wulgarność głównej bohaterki oraz nieadekwatny podtytuł (opera komiczna).
Już po śmierci Bizeta jego przyjaciel Ernest Guiraud dokonał pewnych zmian w partyturze (zastąpił kwestie mówione recytatywami, wprowadził wstawki baletowe w IV akcie). Poprawiona Carmen, wystawiona w Wiedniu jesienią 1875 podbiła operowe sceny świata stając się jedną z najsłynniejszych oper w historii, o ile nie najsłynniejszą w ogóle.

### Niektóre historyczne inscenizacje[2]
- 3 marca 1875 – prapremiera w Opéra-Comique w Paryżu
- 23 października 1875 – premiera wiedeńska
- 28 lutego 1878 – premiera w Rosji (Sankt Petersburg)
- 22 marca 1878 – w Londynie
- 23 października 1878 – premiera amerykańska w New York Academy of Music (9 stycznia 1884 pierwsze wystawienie w Metropolitan Opera)
- 15 listopada 1879 – premiera we Włoszech (Neapol), w La Scali – 25 grudnia 1885
- 5 lipca 1882 – Warszawa, Teatr Letni

## Słynne fragmenty

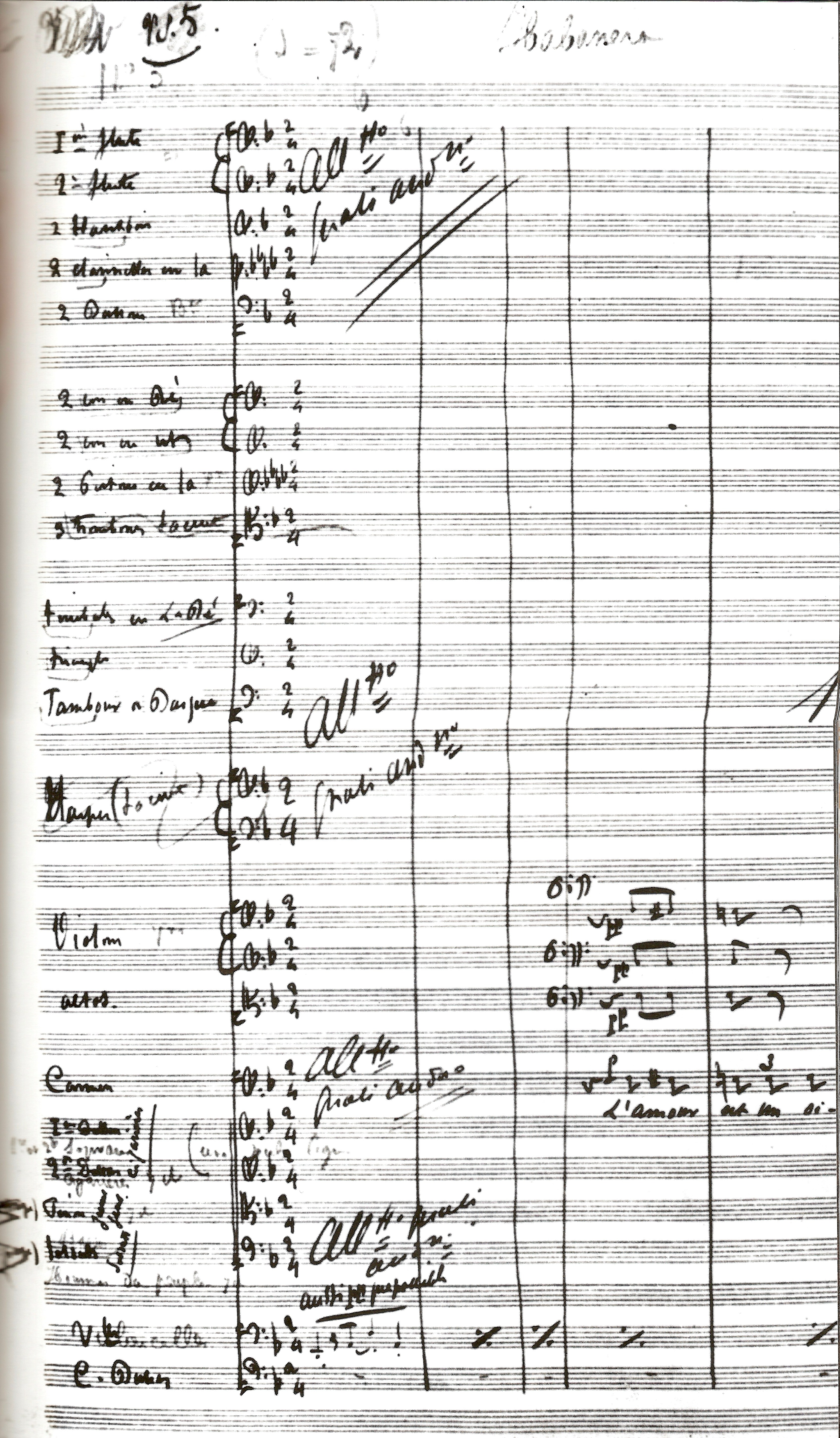
Rękopis Georges'a Bizeta Habanery (L'amour et un oiseau rebelle...)

- Uwertura – z niezwykle żywą muzyką
- Habanera (wykonywana przez Carmen podczas I aktu) – zaczyna się od słów L'amour est un oiseau rebelle (Miłość jest wolnym ptakiem), które napisał sam Bizet. Jest ona najlepszą charakterystyką głównej bohaterki – niezdolnej do stałego uczucia, często zmieniającej kochanków. Pieśń świadczy o tym, że Carmen nie czuje się odpowiedzialna za krzywdę, którą wyrządza „usidlonym” przez siebie mężczyznom. Muzyka Habanery, najsławniejszy fragment opery i jedna z najbardziej znanych melodii nie jest kompozycją Bizeta, lecz zapożyczeniem z utworu El Arreglito baskijskiego kompozytora Sebastiána Iradiera, który Bizet wykorzystał, sądząc iż ma do czynienia z melodią ludową.
- Toast toreadora z II aktu – śpiewany przez Escamilla. Podkreśla on uroki walki na arenie – igranie z niebezpieczeństwem, atmosferę, ale nade wszystko uwielbienie żeńskiej części publiczności.